# UEFA Champions League 2015/16
De UEFA Champions League 2015/16 was het 61e seizoen van het hoogst ingeschaalde Europese voetbaltoernooi en het 24e seizoen sinds de invoering van de UEFA Champions League. De finale werd gespeeld op zaterdag 28 mei 2016 in Stadio Giuseppe Meazza, Milaan.
Er stonden voor de zesde keer twee clubs uit hetzelfde land tegenover elkaar in de CL-finale. Net als in 2013/14 waren dat Real Madrid en Atlético Madrid en net als toen won eerstgenoemde. Real Madrid scherpte daarmee het eigen recordaantal eindoverwinningen in dit toernooi aan tot elf. Atlético werd het eerste team in de geschiedenis dat drie Europacup 1/Champions League-finales speelde zonder het toernooi te winnen.

## Veranderde opzet
Het UEFA Executive Committee heeft op de vergadering van mei 2013 ingestemd met de volgende wijzigingen in de UEFA Champions League vanaf het seizoen 2015/16 (voor een looptijd van drie jaar tot en met het seizoen 2017/18)
- De winnaar van de voorgaande UEFA Europa League kwalificeert zich voor de Champions League. Zij zal op zijn minst instromen in de play-off ronde en zal in de groepsfase instromen indien de winnaar van de Champions League zich al gekwalificeerd heeft via de nationale competitie.
- De limiet van vier clubs per land verandert naar vijf

## Algemene informatie

### Deelnemers per land
Een totaal van 78 clubs uit 53 van de 54 bonden (met uitzondering van Liechtenstein) namen deel aan deze editie van de UEFA Champions League. De UEFA landenranking bepaalde hoeveel clubs ieder land mocht afvaardigen:
- Van de bonden 1–3 kwalificeerden zich vier clubs.
- Van de bonden 4-6 kwalificeerden zich drie clubs.
- Van de bonden 7-15 kwalificeerden zich twee clubs.
- Van de bonden 16-54, met uitzondering van Liechtenstein, kwalificeerde zich één club.
- De winnaars van de UEFA Champions League 2014/15 en de UEFA Europa League 2014/15 kwalificeerden zich automatisch voor de groepsfase van het toernooi indien zij geen UEFA Champions League-ticket zouden hadden verkregen voor dit seizoen. Aangezien FC Barcelona zich al had gekwalificeerd via de eigen competitie, gold dit alleen voor FC Sevilla, de winnaar van de UEFA Europa League.

### Ranking
De verdeling ging op basis van de ranglijst van de UEFA-coëfficiënten. Hierbij werd gekeken naar de Europese prestaties van seizoen 2009/10 tot en met 2013/14.
- (EL) – Extra plek via de UEFA Europa League.

| Nr. | Land        | Coeff. | Clubs | Bijz.  |
| --- | ----------- | ------ | ----- | ------ |
| 1   | Spanje      | 97.713 | 4     | +1(EL) |
| 2   | Engeland    | 84.748 | 4     |        |
| 3   | Duitsland   | 81.641 | 4     |        |
| 4   | Italië      | 66.938 | 3     |        |
| 5   | Portugal    | 62.299 | 3     |        |
| 6   | Frankrijk   | 56.500 | 3     |        |
| 7   | Rusland     | 46.998 | 2     |        |
| 8   | Nederland   | 44.312 | 2     |        |
| 9   | Oekraïne    | 40.966 | 2     |        |
| 10  | België      | 36.300 | 2     |        |
| 11  | Turkije     | 34.200 | 2     |        |
| 12  | Griekenland | 33.600 | 2     |        |
| 13  | Zwitserland | 33.225 | 2     |        |
| 14  | Oostenrijk  | 30.925 | 2     |        |
| 15  | Tsjechië    | 29.350 | 2     |        |
| 16  | Roemenië    | 27.257 | 1     |        |
| 17  | Israël      | 26.875 | 1     |        |
| 18  | Cyprus      | 23.250 | 1     |        |

| Nr. | Land                  | Coeff. | Club | Bijz.. |
| --- | --------------------- | ------ | ---- | ------ |
| 19  | Denemarken            | 21.300 | 1    |        |
| 20  | Kroatië               | 19.625 | 1    |        |
| 21  | Polen                 | 18.875 | 1    |        |
| 22  | Wit-Rusland           | 18.625 | 1    |        |
| 23  | Schotland             | 16.566 | 1    |        |
| 24  | Zweden                | 16.325 | 1    |        |
| 25  | Bulgarije             | 15.625 | 1    |        |
| 26  | Noorwegen             | 14.275 | 1    |        |
| 27  | Servië                | 14.125 | 1    |        |
| 28  | Hongarije             | 11.625 | 1    |        |
| 29  | Slovenië              | 11.000 | 1    |        |
| 30  | Slowakije             | 11.000 | 1    |        |
| 31  | Moldavië              | 10.375 | 1    |        |
| 32  | Azerbeidzjan          | 10.375 | 1    |        |
| 33  | Georgië               | 9.875  | 1    |        |
| 34  | Kazachstan            | 8.250  | 1    |        |
| 35  | Bosnië en Herzegovina | 7.500  | 1    |        |
| 36  | Finland               | 7.175  | 1    |        |

| Nr. | Land          | Coeff. | Clubs | Bijz.. |
| --- | ------------- | ------ | ----- | ------ |
| 37  | IJsland       | 6.750  | 1     |        |
| 38  | Letland       | 6.250  | 1     |        |
| 39  | Montenegro    | 6.000  | 1     |        |
| 40  | Albanië       | 5.500  | 1     |        |
| 41  | Litouwen      | 5.250  | 1     |        |
| 42  | Macedonië     | 5.250  | 1     |        |
| 43  | Ierland       | 5.125  | 1     |        |
| 44  | Luxemburg     | 4.875  | 1     |        |
| 45  | Malta         | 4.833  | 1     |        |
| 46  | Liechtenstein | 4.500  | 0     |        |
| 47  | Noord-Ierland | 3.625  | 1     |        |
| 48  | Wales         | 3.000  | 1     |        |
| 49  | Armenië       | 2.875  | 1     |        |
| 50  | Estland       | 2.875  | 1     |        |
| 51  | Faeröer       | 2.125  | 1     |        |
| 52  | San Marino    | 0.999  | 1     |        |
| 53  | Andorra       | 0.833  | 1     |        |
| 54  | Gibraltar     | 0.000  | 1     |        |

### Data
Alle lotingen, met uitzondering van de groepsfase, vonden plaats in het UEFA hoofdkantoor in Nyon, Zwitserland. De loting van de groepsfase vond plaats op 27 augustus 2015 in Monaco.
| Fase          | Ronde                    | Datum loting     | Heenwedstrijd                        | Terugwedstrijd                       |
| ------------- | ------------------------ | ---------------- | ------------------------------------ | ------------------------------------ |
| Kwalificatie  | Eerste kwalificatieronde | 22 juni 2015     | 30 juni en 1 juli 2015               | 7 en 8 juli 2015                     |
| Kwalificatie  | Tweede kwalificatieronde | 22 juni 2015     | 14 en 15 juli 2015                   | 21 en 22 juli 2015                   |
| Kwalificatie  | Derde kwalificatieronde  | 17 juli 2015     | 28 en 29 juli 2015                   | 4 en 5 augustus 2015                 |
| Play-off      | Play-offronde            | 7 augustus 2015  | 18 en 19 augustus 2015               | 25 en 26 augustus 2015               |
| Groepsfase    | Wedstrijddag 1           | 27 augustus 2015 | 15 en 16 september 2015              | 15 en 16 september 2015              |
| Groepsfase    | Wedstrijddag 2           | 27 augustus 2015 | 29 en 30 september 2015              | 29 en 30 september 2015              |
| Groepsfase    | Wedstrijddag 3           | 27 augustus 2015 | 20 en 21 oktober 2015                | 20 en 21 oktober 2015                |
| Groepsfase    | Wedstrijddag 4           | 27 augustus 2015 | 3 en 4 november 2015                 | 3 en 4 november 2015                 |
| Groepsfase    | Wedstrijddag 5           | 27 augustus 2015 | 24 en 25 november 2015               | 24 en 25 november 2015               |
| Groepsfase    | Wedstrijddag 6           | 27 augustus 2015 | 8 en 9 december 2015                 | 8 en 9 december 2015                 |
| Knock-outfase | 1/8 finales              | 14 december 2015 | 16-17 februari & 23-24 februari 2016 | 8-9 maart & 15-16 maart 2016         |
| Knock-outfase | 1/4 finales              | 18 maart 2016    | 5 en 6 april 2016                    | 12 en 13 april 2016                  |
| Knock-outfase | 1/2 finales              | 15 april 2016    | 26 en 27 april 2016                  | 3 en 4 mei 2016                      |
| Knock-outfase | Finale                   | 15 april 2016    | 28 mei 2016 in het San Siro, Milaan. | 28 mei 2016 in het San Siro, Milaan. |

## Clubs
Onderstaande tabel geeft alle deelnemers aan deze editie weer en toont in welke ronde de club van start gaat.
| Hoofdtoernooi            | Hoofdtoernooi            | Hoofdtoernooi            | Hoofdtoernooi       |
| ------------------------ | ------------------------ | ------------------------ | ------------------- |
| FC Barcelona TH          | FC Bayern München        | FC Porto                 | KAA Gent            |
| Real Madrid CF           | VfL Wolfsburg            | Paris Saint-Germain      | Galatasaray SK      |
| Atlético Madrid          | Borussia Mönchengladbach | Olympique Lyon           | Olympiakos Piraeus  |
| Chelsea                  | Juventus                 | FK Zenit Sint-Petersburg | Sevilla FC          |
| Manchester City FC       | AS Roma                  | PSV                      |                     |
| Arsenal FC               | SL Benfica               | FC Dynamo Kiev           |                     |
| Play-offronde            |                          |                          |                     |
| Kampioenen               | Niet-kampioenen          | Niet-kampioenen          | Niet-kampioenen     |
|                          | Valencia CF              | Bayer 04 Leverkusen      | SS Lazio            |
|                          | Sporting Lissabon        | Manchester United FC     |                     |
| Derde kwalificatieronde  |                          |                          |                     |
| Kampioenen               | Niet-kampioenen          | Niet-kampioenen          | Niet-kampioenen     |
| FC Basel                 | AS Monaco                | Club Brugge              | Rapid Wien          |
| Red Bull Salzburg        | FK CSKA Moskou           | Fenerbahçe SK            | Sparta Praag        |
| FC Viktoria Pilsen       | AFC Ajax                 | Panathinaikos FC         |                     |
|                          | FK Sjachtar Donetsk      | BSC Young Boys           |                     |
| Tweede kwalificatieronde |                          |                          |                     |
| Steaua Boekarest         | Malmö FF                 | FK Qarabağ               | Skënderbeu Korçë    |
| Maccabi Tel Aviv FC      | PFK Ludogorets           | Dila Gori                | VMFD Žalgiris       |
| APOEL Nicosia            | Molde FK                 | FK Astana                | FK Vardar Skopje    |
| FC Midtjylland           | FK Partizan              | FK Sarajevo              | Dundalk FC          |
| GNK Dinamo Zagreb        | Videoton FC              | HJK Helsinki             | Fola Esch           |
| Lech Poznań              | NK Maribor               | Stjarnan FC              | Hibernians FC       |
| FK BATE Borisov          | AS Trenčín               | FK Ventspils             |                     |
| Celtic FC                | FC Milsami Orhei         | FK Rudar Plevlja         |                     |
| Eerste kwalificatieronde |                          |                          |                     |
| Crusaders FC             | Pjoenik Jerevan          | B36 Tórshavn             | FC Santa Coloma     |
| The New Saints FC        | FC Levadia Tallinn       | SS Folgore/Falciano      | Lincoln Red Imps FC |

## Kwalificatieronde
In de kwalificatierondes en de play-offronde worden de clubs, gebaseerd op hun UEFA-coëfficiënten tot en met het seizoen 2014/15, ingedeeld in geplaatste en ongeplaatste clubs. Via een loting zullen de geplaatste en ongeplaatste clubs aan elkaar worden gekoppeld (clubs uit hetzelfde land kunnen niet tegen elkaar loten).

### Eerste kwalificatieronde
Aan de eerste kwalificatieronde deden acht clubs mee. De loting vond plaats op 22 juni 2015. De heenwedstrijden werden gespeeld op 30 juni en 1 juli, de terugwedstrijden op 7 juli 2015.
| Team 1           | Agg.      | Team 2           | 1e wedstrijd | 2e wedstrijd |
| ---------------- | --------- | ---------------- | ------------ | ------------ |
| Lincoln Red Imps | 2 – 1     | FC Santa Coloma  | 0 – 0        | 2 – 1        |
| Crusaders        | (u) 1 – 1 | Levadia Tallinn  | 0 – 0        | 1 – 1        |
| Pjoenik Jerevan  | 4 – 2     | Folgore/Falciano | 2 – 1        | 2 – 1        |
| B36 Tórshavn     | 2 – 6     | The New Saints   | 1 – 2        | 1 – 4        |

### Tweede kwalificatieronde
Aan de tweede kwalificatieronde deden 34 clubs mee: dertig nieuwe clubs en de vier winnaars uit de eerste kwalificatieronde. De loting vond plaats op 22 juni 2015. De heenwedstrijden werden gespeeld op 14 juli en 15 juli, de terugwedstrijden vonden plaats op 21 en 22 juli 2015.
| Team 1           | Agg.      | Team 2           | 1e wedstrijd | 2e wedstrijd |
| ---------------- | --------- | ---------------- | ------------ | ------------ |
| Hibernians       | 3 – 6     | Maccabi Tel Aviv | 2 – 1        | 1 – 5        |
| APOEL Nicosia    | (u) 1 – 1 | Vardar Skopje    | 0 – 0        | 1 – 1        |
| Qarabağ          | 1 – 0     | Rudar Plevlja    | 0 – 0        | 1 – 0        |
| FK Sarajevo      | 0 – 3     | Lech Poznań      | 0 – 2        | 0 – 1        |
| NK Maribor       | 2 – 3     | FK Astana        | 1 – 0        | 1 – 3        |
| BATE Borisov     | 2 – 1     | Dundalk          | 2 – 1        | 0 – 0        |
| Ventspils        | 1 – 4     | HJK Helsinki     | 1 – 3        | 0 – 1        |
| Midtjylland      | 3 – 0     | Lincoln Red Imps | 1 – 0        | 2 – 0        |
| Molde            | 5 – 1     | Pjoenik Jerevan  | 5 – 0        | 0 – 1        |
| Malmö            | 1 – 0     | Žalgiris         | 0 – 0        | 1 – 0        |
| Celtic           | 6 – 1     | Stjarnan         | 2 – 0        | 4 – 1        |
| Trenčín          | 3 – 4     | Steaua Boekarest | 0 – 2        | 3 – 2        |
| Partizan         | 3 – 0     | Dila Gori        | 1 – 0        | 2 – 0        |
| Ludogorets       | 1 – 3     | Milsami Orhei    | 0 – 1        | 1 – 2        |
| Dinamo Zagreb    | 4 – 1     | Fola Esch        | 1 – 1        | 3 – 0        |
| Skënderbeu Korçë | 6 – 4     | Crusaders        | 4 – 1        | 2 – 3        |
| The New Saints   | 1 – 2     | Videoton         | 0 – 1        | 1 – 1 (n.v.) |

### Derde kwalificatieronde
De loting vond plaats op 17 juli 2015. De derde kwalificatieronde bestaat uit twee aparte constructies: een voor kampioenen en een voor niet-kampioenen. De verliezende clubs uit beide constructies zullen doorstromen naar de play-offronde van de UEFA Europa League 2015/16. De heenwedstrijden werden gespeeld op 28 en 29 juli, de terugwedstrijden op 4 en 5 augustus 2015.

#### Kampioenen
Aan de derde kwalificatieronde voor kampioenen deden 20 clubs mee: 3 nieuwe clubs en de 17 winnaars uit de tweede kwalificatieronde.
| Team 1            | Agg.      | Team 2           | 1e wedstrijd | 2e wedstrijd |
| ----------------- | --------- | ---------------- | ------------ | ------------ |
| Lech Poznań       | 1 – 4     | FC Basel         | 1 – 3        | 0 – 1        |
| Milsami Orhei     | 0 – 4     | Skënderbeu Korçë | 0 – 2        | 0 – 2        |
| HJK Helsinki      | 3 – 4     | FK Astana        | 0 – 0        | 3 – 4        |
| Celtic            | 1 – 0     | Qarabağ          | 1 – 0        | 0 – 0        |
| Steaua Boekarest  | 3 – 5     | Partizan         | 1 – 1        | 2 – 4        |
| Midtjylland       | 2 – 2 (u) | APOEL Nicosia    | 1 – 2        | 1 – 0        |
| Maccabi Tel Aviv  | 3 – 2     | Viktoria Pilsen  | 1 – 2        | 2 – 0        |
| Dinamo Zagreb     | (u) 4 – 4 | Molde            | 1 – 1        | 3 – 3        |
| Videoton          | 1 – 2     | BATE Borisov     | 1 – 1        | 0 – 1        |
| Red Bull Salzburg | 2 – 3     | Malmö            | 2 – 0        | 0 – 3        |

#### Niet-kampioenen
Aan de derde kwalificatieronde voor niet-kampioenen deden 10 clubs mee.
| Team 1        | Agg.  | Team 2           | 1e wedstrijd | 2e wedstrijd |
| ------------- | ----- | ---------------- | ------------ | ------------ |
| Panathinaikos | 2 – 4 | Club Brugge      | 2 – 1        | 0 – 3        |
| Young Boys    | 1 – 7 | AS Monaco        | 1 – 3        | 0 – 4        |
| CSKA Moskou   | 5 – 4 | Sparta Praag     | 2 – 2        | 3 – 2        |
| Rapid Wien    | 5 – 4 | Ajax             | 2 – 2        | 3 – 2        |
| Fenerbahçe    | 0 – 3 | Sjachtar Donetsk | 0 – 0        | 0 – 3        |

### Play-offronde
De loting vond plaats op 7 augustus 2015. De play-off ronde bestond uit twee aparte constructies: een voor kampioenen en een voor niet-kampioenen. De verliezende clubs uit beide constructies stroomden door naar de groepsfase van de UEFA Europa League 2015/16. De heenwedstrijden werden gespeeld op 18 en 19 augustus, de terugwedstrijden op 25 en 26 augustus 2015.

#### Kampioenen
Aan de play-off ronde voor kampioenen deden de 10 winnaars van de derde kwalificatieronde mee.
| Team 1           | Agg.      | Team 2           | 1e wedstrijd | 2e wedstrijd |
| ---------------- | --------- | ---------------- | ------------ | ------------ |
| Astana FK        | 2 – 1     | APOEL            | 1 – 0        | 1 – 1        |
| Skënderbeu Korçë | 2 – 6     | Dinamo Zagreb    | 1 – 2        | 1 – 4        |
| Celtic           | 3 – 4     | Malmö            | 3 – 2        | 0 – 2        |
| FC Basel         | 3 – 3 (u) | Maccabi Tel Aviv | 2 – 2        | 1 – 1        |
| BATE Borisov     | (u) 2 – 2 | Partizan         | 1 – 0        | 1 – 2        |

#### Niet-kampioenen
Aan de play-off ronde voor niet-kampioenen deden 10 clubs mee: 5 nieuwe teams en de 5 winnende teams uit de derde kwalificatieronde.
| Team 1            | Agg.  | Team 2           | 1e wedstrijd | 2e wedstrijd |
| ----------------- | ----- | ---------------- | ------------ | ------------ |
| Lazio             | 1 – 3 | Bayer Leverkusen | 1 – 0        | 0 – 3        |
| Manchester United | 7 – 1 | Club Brugge      | 3 – 1        | 4 – 0        |
| Sporting Lissabon | 3 – 4 | CSKA Moskou      | 2 – 1        | 1 – 3        |
| Rapid Wien        | 2 – 3 | Sjachtar Donetsk | 0 – 1        | 2 – 2        |
| Valencia          | 4 – 3 | AS Monaco        | 3 – 1        | 1 – 2        |

## Hoofdtoernooi

### Groepsfase
De loting vond plaats op donderdag 27 augustus 2015. Een totaal van 32 clubs werd verdeeld over 8 groepen, met de regel dat clubs uit dezelfde landen niet in dezelfde groep konden komen.
Potindeling
| Pot 1                    | Pot 1   |
| Team                     | Coeff.  |
| ------------------------ | ------- |
| FC Barcelona TH          | 164.999 |
| FC Bayern München        | 154.883 |
| Chelsea FC               | 142.078 |
| SL Benfica               | 118.276 |
| Paris Saint-Germain      | 100.483 |
| Juventus FC              | 95.102  |
| FK Zenit Sint-Petersburg | 90.099  |
| PSV                      | 58.195  |

| Pot 2                | Pot 2   |
| Team                 | Coeff.  |
| -------------------- | ------- |
| Real Madrid CF       | 171.999 |
| Atlético Madrid      | 120.999 |
| FC Porto             | 111.276 |
| Arsenal FC           | 110.078 |
| Manchester United FC | 103.078 |
| Valencia CF          | 99.999  |
| Bayer 04 Leverkusen  | 87.883  |
| Manchester City FC   | 87.078  |

| Pot 3               | Pot 3  |
| Team                | Coeff. |
| ------------------- | ------ |
| FK Sjachtar Donetsk | 86.033 |
| Sevilla FC          | 80.499 |
| Olympique Lyon      | 72.983 |
| FC Dynamo Kiev      | 65.033 |
| Olympiakos Piraeus  | 62.380 |
| FK CSKA Moskou      | 55.599 |
| Galatasaray SK      | 50.020 |
| AS Roma             | 43.602 |

| Pot 4                    | Pot 4  |
| Team                     | Coeff. |
| ------------------------ | ------ |
| FK BATE Borisov          | 35.150 |
| Borussia Mönchengladbach | 33.883 |
| VfL Wolfsburg            | 31.883 |
| GNK Dinamo Zagreb        | 24.700 |
| Maccabi Tel Aviv FC      | 18.200 |
| KAA Gent                 | 13.440 |
| Malmö FF                 | 12.545 |
| Astana FK                | 3.825  |

| Legenda kleuren in de tabellen                                 |
| -------------------------------------------------------------- |
| Groepswinnaars en nummers twee gaan door naar de tweede ronde. |
| Nummers 3 gaan door naar de tweede ronde van de Europa League. |
| Uitgeschakeld                                                  |

#### Groep A
| Club                | Wed | Win | Gel | Ver | DV | DT | +/− | Pnt |
| ------------------- | --- | --- | --- | --- | -- | -- | --- | --- |
| Real Madrid         | 6   | 5   | 1   | 0   | 19 | 3  | +16 | 16  |
| Paris Saint-Germain | 6   | 4   | 1   | 1   | 12 | 1  | +11 | 13  |
| Sjachtar Donetsk    | 6   | 1   | 0   | 5   | 7  | 14 | –7  | 3   |
| Malmö FF            | 6   | 1   | 0   | 5   | 1  | 21 | –20 | 3   |

|                             |                        |       |          |                                                                               |
| 15 september 2015 20:45 uur | Paris Saint-Germain    | 2 – 0 | Malmö FF | Parc des Princes, Parijs Toeschouwers: 46.612 Scheidsrechter: Sergej Karasjov |
| 15 september 2015 20:45 uur | Di María 4' Cavani 61' |       |          | Parc des Princes, Parijs Toeschouwers: 46.612 Scheidsrechter: Sergej Karasjov |

|                             |                                                 |       |                     |                                                                                   |
| 15 september 2015 20:45 uur | Real Madrid                                     | 4 – 0 | Sjachtar Donetsk    | Estadio Santiago Bernabéu, Madrid Toeschouwers: 66.389 Scheidsrechter: Ivan Bebek |
| 15 september 2015 20:45 uur | Benzema 30' Ronaldo 55' (pen.), 63' (pen.), 81' |       | 32', 51' Stepanenko | Estadio Santiago Bernabéu, Madrid Toeschouwers: 66.389 Scheidsrechter: Ivan Bebek |

|                             |                  |                                          |                     |                                                                     |
| 30 september 2015 20:45 uur | Sjachtar Donetsk | 0 – 3                                    | Paris Saint-Germain | Arena Lviv, Lviv Toeschouwers: 32.730 Scheidsrechter: Deniz Aytekin |
| 30 september 2015 20:45 uur |                  | 7' Aurier 23' David Luiz 90' (e.d.) Srna |                     | Arena Lviv, Lviv Toeschouwers: 32.730 Scheidsrechter: Deniz Aytekin |

|                             |                |       |                  |                                                                          |
| 30 september 2015 20:45 uur | Malmö FF       | 0 – 2 | Real Madrid      | Swedbankstadion, Malmö Toeschouwers: 20.500 Scheidsrechter: Cüneyt Çakır |
| 30 september 2015 20:45 uur | Yotún 36', 78' |       | 29', 90' Ronaldo | Swedbankstadion, Malmö Toeschouwers: 20.500 Scheidsrechter: Cüneyt Çakır |

|                           |               |       |                  |                                                                                     |
| 21 oktober 2015 20:45 uur | Malmö FF      | 1 – 0 | Sjachtar Donetsk | Swedbankstadion, Malmö Toeschouwers: 20.500 Scheidsrechter: Anastasios Sidiropoulos |
| 21 oktober 2015 20:45 uur | Rosenberg 17' |       |                  | Swedbankstadion, Malmö Toeschouwers: 20.500 Scheidsrechter: Anastasios Sidiropoulos |

|                           |                     |       |             |                                                                              |
| 21 oktober 2015 20:45 uur | Paris Saint-Germain | 0 – 0 | Real Madrid | Parc des Princes, Parijs Toeschouwers: 46.858 Scheidsrechter: Nicola Rizzoli |
| 21 oktober 2015 20:45 uur |                     |       |             | Parc des Princes, Parijs Toeschouwers: 46.858 Scheidsrechter: Nicola Rizzoli |

|                           |                                                      |       |                  |                                                                      |
| 3 november 2015 20:45 uur | Sjachtar Donetsk                                     | 4 – 0 | Malmö FF         | Arena Lviv, Lviv Toeschouwers: 23.712 Scheidsrechter: Ovidiu Haţegan |
| 3 november 2015 20:45 uur | Hladkyy 29' Srna 48' (pen.) Eduardo 55' Teixeira 73' |       | 47', 89' Árnason | Arena Lviv, Lviv Toeschouwers: 23.712 Scheidsrechter: Ovidiu Haţegan |

|                           |             |       |                     |                                                                                         |
| 3 november 2015 20:45 uur | Real Madrid | 1 – 0 | Paris Saint-Germain | Estadio Santiago Bernabéu, Madrid Toeschouwers: 78.300 Scheidsrechter: Mark Clattenburg |
| 3 november 2015 20:45 uur | Nacho 35'   |       |                     | Estadio Santiago Bernabéu, Madrid Toeschouwers: 78.300 Scheidsrechter: Mark Clattenburg |

|                            |          |                                                             |                     |                                                                            |
| 25 november 2015 20:45 uur | Malmö FF | 0 – 5                                                       | Paris Saint-Germain | Swedbankstadion, Malmö Toeschouwers: 20.500 Scheidsrechter: William Collum |
| 25 november 2015 20:45 uur |          | 3' Rabiot 14', 68' Di María 50' Ibrahimović 82' Lucas Moura |                     | Swedbankstadion, Malmö Toeschouwers: 20.500 Scheidsrechter: William Collum |

|                            |                                       |       |                                          |                                                                   |
| 25 november 2015 20:45 uur | Sjachtar Donetsk                      | 3 – 4 | Real Madrid                              | Arena Lviv, Lviv Toeschouwers: 33.990 Scheidsrechter: Bas Nijhuis |
| 25 november 2015 20:45 uur | Teixeira 77' (pen.), 88' Dentinho 83' |       | 18', 70' Ronaldo 50' Modrić 52' Carvajal | Arena Lviv, Lviv Toeschouwers: 33.990 Scheidsrechter: Bas Nijhuis |

|                           |                                 |       |                  |                                                                              |
| 8 december 2015 20:45 uur | Paris Saint-Germain             | 2 – 0 | Sjachtar Donetsk | Parc des Princes, Parijs Toeschouwers: 44.408 Scheidsrechter: Anthony Taylor |
| 8 december 2015 20:45 uur | Lucas Moura 57' Ibrahimović 86' |       |                  | Parc des Princes, Parijs Toeschouwers: 44.408 Scheidsrechter: Anthony Taylor |

|                           |                                                              |       |          |                                                                                       |
| 8 december 2015 20:45 uur | Real Madrid                                                  | 8 – 0 | Malmö FF | Estadio Santiago Bernabéu, Madrid Toeschouwers: 60.663 Scheidsrechter: Daniele Orsato |
| 8 december 2015 20:45 uur | Benzema 12', 24', 74' Ronaldo 39', 47', 50', 59' Kovačić 70' |       |          | Estadio Santiago Bernabéu, Madrid Toeschouwers: 60.663 Scheidsrechter: Daniele Orsato |

#### Groep B
| Club              | Wed | Win | Gel | Ver | DV | DT | +/− | Pnt |
| ----------------- | --- | --- | --- | --- | -- | -- | --- | --- |
| Wolfsburg         | 6   | 4   | 0   | 2   | 9  | 6  | +3  | 12  |
| PSV               | 6   | 3   | 1   | 2   | 8  | 7  | +1  | 10  |
| Manchester United | 6   | 2   | 2   | 2   | 7  | 7  | 0   | 8   |
| CSKA Moskou       | 6   | 1   | 1   | 4   | 5  | 9  | −4  | 4   |

|                             |             |       |             |                                                                             |
| 15 september 2015 20:45 uur | Wolfsburg   | 1 – 0 | CSKA Moskou | Volkswagen-Arena, Wolfsburg Toeschouwers: 20.126 Scheidsrechter: Svein Moen |
| 15 september 2015 20:45 uur | Draxler 40' |       |             | Volkswagen-Arena, Wolfsburg Toeschouwers: 20.126 Scheidsrechter: Svein Moen |

|                             |                           |       |                   |                                                                                |
| 15 september 2015 20:45 uur | PSV                       | 2 – 1 | Manchester United | Philips Stadion, Eindhoven Toeschouwers: 35.292 Scheidsrechter: Nicola Rizzoli |
| 15 september 2015 20:45 uur | Moreno 45+2' Narsingh 57' |       | 41' Memphis       | Philips Stadion, Eindhoven Toeschouwers: 35.292 Scheidsrechter: Nicola Rizzoli |

|                             |                              |       |              |                                                                             |
| 30 september 2015 20:45 uur | Manchester United            | 2 – 1 | Wolfsburg    | Old Trafford, Manchester Toeschouwers: 74.811 Scheidsrechter: Viktor Kassai |
| 30 september 2015 20:45 uur | Mata 34' (pen.) Smalling 53' |       | 4' Caligiuri | Old Trafford, Manchester Toeschouwers: 74.811 Scheidsrechter: Viktor Kassai |

|                             |                                 |       |                                   |                                                                        |
| 30 september 2015 20:45 uur | CSKA Moskou                     | 3 – 2 | PSV                               | Arena Chimki, Chimki Toeschouwers: 16.152 Scheidsrechter: Ruddy Buquet |
| 30 september 2015 20:45 uur | Musa 7' Doumbia 21', 36' (pen.) |       | 60', 68' Lestienne 43', 81' Arias | Arena Chimki, Chimki Toeschouwers: 16.152 Scheidsrechter: Ruddy Buquet |

|                           |             |       |                   |                                                                          |
| 21 oktober 2015 20:45 uur | CSKA Moskou | 1 – 1 | Manchester United | Arena Chimki, Chimki Toeschouwers: 18.456 Scheidsrechter: Carlos Velasco |
| 21 oktober 2015 20:45 uur | Doumbia 15' |       | 65' Martial       | Arena Chimki, Chimki Toeschouwers: 18.456 Scheidsrechter: Carlos Velasco |

|                           |                    |       |     |                                                                                  |
| 21 oktober 2015 20:45 uur | Wolfsburg          | 2 – 0 | PSV | Volkswagen-Arena, Wolfsburg Toeschouwers: 23.375 Scheidsrechter: Alberto Undiano |
| 21 oktober 2015 20:45 uur | Dost 46' Kruse 57' |       |     | Volkswagen-Arena, Wolfsburg Toeschouwers: 23.375 Scheidsrechter: Alberto Undiano |

|                           |                   |       |             |                                                                                |
| 3 november 2015 20:45 uur | Manchester United | 1 – 0 | CSKA Moskou | Old Trafford, Manchester Toeschouwers: 75.165 Scheidsrechter: Szymon Marciniak |
| 3 november 2015 20:45 uur | Rooney 79'        |       |             | Old Trafford, Manchester Toeschouwers: 75.165 Scheidsrechter: Szymon Marciniak |

|                           |                         |       |           |                                                                                |
| 3 november 2015 20:45 uur | PSV                     | 2 – 0 | Wolfsburg | Philips Stadion, Eindhoven Toeschouwers: 35.000 Scheidsrechter: Jonas Eriksson |
| 3 november 2015 20:45 uur | Locadia 56' De Jong 86' |       |           | Philips Stadion, Eindhoven Toeschouwers: 35.000 Scheidsrechter: Jonas Eriksson |

|                            |             |                                   |           |                                                                           |
| 25 november 2015 18:00 uur | CSKA Moskou | 0 – 2                             | Wolfsburg | Arena Chimki, Chimki Toeschouwers: 16.450 Scheidsrechter: Gianluca Rocchi |
| 25 november 2015 18:00 uur |             | 67' (e.d.) Akinfejev 88' Schürrle |           | Arena Chimki, Chimki Toeschouwers: 16.450 Scheidsrechter: Gianluca Rocchi |

|                            |                   |       |     |                                                                              |
| 25 november 2015 20:45 uur | Manchester United | 0 – 0 | PSV | Old Trafford, Manchester Toeschouwers: 75.321 Scheidsrechter: Pavel Královec |
| 25 november 2015 20:45 uur |                   |       |     | Old Trafford, Manchester Toeschouwers: 75.321 Scheidsrechter: Pavel Královec |

|                           |                              |       |                                   |                                                                                |
| 8 december 2015 20:45 uur | Wolfsburg                    | 3 – 2 | Manchester United                 | Volkswagen-Arena, Wolfsburg Toeschouwers: 26.400 Scheidsrechter: Milorad Mažić |
| 8 december 2015 20:45 uur | Naldo 13', 84' Vieirinha 29' |       | 10' Martial 82' (e.d.) Guilavogui | Volkswagen-Arena, Wolfsburg Toeschouwers: 26.400 Scheidsrechter: Milorad Mažić |

|                           |                         |       |                         |                                                                                 |
| 8 december 2015 20:45 uur | PSV                     | 2 – 1 | CSKA Moskou             | Philips Stadion, Eindhoven Toeschouwers: 34.000 Scheidsrechter: David Fernández |
| 8 december 2015 20:45 uur | De Jong 78' Pröpper 85' |       | 76' (pen.) Ignasjevitsj | Philips Stadion, Eindhoven Toeschouwers: 34.000 Scheidsrechter: David Fernández |

#### Groep C
| Club            | Wed | Win | Gel | Ver | DV | DT | +/− | Pnt |
| --------------- | --- | --- | --- | --- | -- | -- | --- | --- |
| Atlético Madrid | 6   | 4   | 1   | 1   | 11 | 3  | +8  | 13  |
| Benfica         | 6   | 3   | 1   | 2   | 10 | 8  | +2  | 10  |
| Galatasaray     | 6   | 1   | 2   | 3   | 6  | 10 | –4  | 5   |
| Astana          | 6   | 0   | 4   | 2   | 5  | 11 | –6  | 4   |

|                             |             |                    |                 |                                                                                     |
| 15 september 2015 20:45 uur | Galatasaray | 0 – 2              | Atlético Madrid | Türk Telekom Arena, Istanboel Toeschouwers: 33.469 Scheidsrechter: Szymon Marciniak |
| 15 september 2015 20:45 uur |             | 18', 25' Griezmann |                 | Türk Telekom Arena, Istanboel Toeschouwers: 33.469 Scheidsrechter: Szymon Marciniak |

|                             |                          |       |        |                                                                                       |
| 15 september 2015 20:45 uur | Benfica                  | 2 – 0 | Astana | Estádio da Luz, Lissabon Toeschouwers: 32.799 Scheidsrechter: Anastasios Sidiropoulos |
| 15 september 2015 20:45 uur | Gaitán 51' Mitroglou 62' |       |        | Estádio da Luz, Lissabon Toeschouwers: 32.799 Scheidsrechter: Anastasios Sidiropoulos |

|                             |                            |       |                          |                                                                                |
| 30 september 2015 18:00 uur | Astana                     | 2 – 2 | Galatasaray              | Astana Arena, Astana Toeschouwers: 27.264 Scheidsrechter: Martin Strömbergsson |
| 30 september 2015 18:00 uur | Balta 77' (e.d.) Cañas 89' |       | 31' Kısa 86' (e.d.) Erić | Astana Arena, Astana Toeschouwers: 27.264 Scheidsrechter: Martin Strömbergsson |

|                             |                 |       |                       |                                                                                       |
| 30 september 2015 20:45 uur | Atlético Madrid | 1 – 2 | Benfica               | Estadio Vicente Calderón, Madrid Toeschouwers: 40.938 Scheidsrechter: Gianluca Rocchi |
| 30 september 2015 20:45 uur | Correa 23'      |       | 36' Gaitán 51' Guedes | Estadio Vicente Calderón, Madrid Toeschouwers: 40.938 Scheidsrechter: Gianluca Rocchi |

|                           |                                                        |       |        |                                                                                         |
| 21 oktober 2015 20:45 uur | Atlético Madrid                                        | 4 – 0 | Astana | Estadio Vicente Calderón, Madrid Toeschouwers: 33.853 Scheidsrechter: Aleksej Koelbakov |
| 21 oktober 2015 20:45 uur | Ñíguez 23' Martínez 29' Óliver 63' Dedechko 89' (e.d.) |       |        | Estadio Vicente Calderón, Madrid Toeschouwers: 33.853 Scheidsrechter: Aleksej Koelbakov |

|                           |                              |       |           |                                                                                   |
| 21 oktober 2015 20:45 uur | Galatasaray                  | 2 – 1 | Benfica   | Türk Telekom Arena, Istanboel Toeschouwers: 33.615 Scheidsrechter: William Collum |
| 21 oktober 2015 20:45 uur | İnan 19' (pen.) Podolski 33' |       | 2' Gaitán | Türk Telekom Arena, Istanboel Toeschouwers: 33.615 Scheidsrechter: William Collum |

|                           |        |       |                 |                                                                          |
| 3 november 2015 16:00 uur | Astana | 0 – 0 | Atlético Madrid | Astana Arena, Astana Toeschouwers: 29.231 Scheidsrechter: Anthony Taylor |
| 3 november 2015 16:00 uur |        |       |                 | Astana Arena, Astana Toeschouwers: 29.231 Scheidsrechter: Anthony Taylor |

|                           |                                      |       |              |                                                                             |
| 3 november 2015 20:45 uur | Benfica                              | 2 – 1 | Galatasaray  | Estádio da Luz, Lissabon Toeschouwers: 35.726 Scheidsrechter: Milorad Mažić |
| 3 november 2015 20:45 uur | Jonas 52' Luisão 67' Gaitán 44', 85' |       | 58' Podolski | Estádio da Luz, Lissabon Toeschouwers: 35.726 Scheidsrechter: Milorad Mažić |

|                            |                        |       |                  |                                                                        |
| 25 november 2015 16:00 uur | Astana                 | 2 – 2 | Benfica          | Astana Arena, Astana Toeschouwers: 15.089 Scheidsrechter: Ruddy Buquet |
| 25 november 2015 16:00 uur | Twumasi 19' Aničić 31' |       | 40', 72' Jiménez | Astana Arena, Astana Toeschouwers: 15.089 Scheidsrechter: Ruddy Buquet |

|                            |                    |       |             |                                                                                      |
| 25 november 2015 20:45 uur | Atlético Madrid    | 2 – 0 | Galatasaray | Estadio Vicente Calderón, Madrid Toeschouwers: 35.753 Scheidsrechter: Nicola Rizzoli |
| 25 november 2015 20:45 uur | Griezmann 13', 65' |       |             | Estadio Vicente Calderón, Madrid Toeschouwers: 35.753 Scheidsrechter: Nicola Rizzoli |

|                           |             |       |             |                                                                                  |
| 8 december 2015 20:45 uur | Galatasaray | 1 – 1 | Astana      | Türk Telekom Arena, Istanboel Toeschouwers: 26.464 Scheidsrechter: Craig Thomson |
| 8 december 2015 20:45 uur | İnan 64'    |       | 62' Twumasi | Türk Telekom Arena, Istanboel Toeschouwers: 26.464 Scheidsrechter: Craig Thomson |

|                           |               |       |                       |                                                                              |
| 8 december 2015 20:45 uur | Benfica       | 1 – 2 | Atlético Madrid       | Estádio da Luz, Lissabon Toeschouwers: 47.630 Scheidsrechter: Ovidiu Hațegan |
| 8 december 2015 20:45 uur | Mitroglou 75' |       | 33' Ñíguez 55' Vietto | Estádio da Luz, Lissabon Toeschouwers: 47.630 Scheidsrechter: Ovidiu Hațegan |

#### Groep D
| Club                     | Wed | Win | Gel | Ver | DV | DT | +/− | Pnt |
| ------------------------ | --- | --- | --- | --- | -- | -- | --- | --- |
| Manchester City          | 6   | 4   | 0   | 2   | 12 | 8  | +4  | 12  |
| Juventus                 | 6   | 3   | 2   | 1   | 6  | 3  | +3  | 11  |
| Sevilla                  | 6   | 2   | 0   | 4   | 8  | 11 | −3  | 6   |
| Borussia Mönchengladbach | 6   | 1   | 2   | 3   | 8  | 12 | –4  | 5   |

|                             |                      |       |                          |                                                                               |
| 15 september 2015 20:45 uur | Manchester City      | 1 – 2 | Juventus                 | Etihad Stadium, Manchester Toeschouwers: 50.363 Scheidsrechter: Damir Skomina |
| 15 september 2015 20:45 uur | Chiellini 57' (e.d.) |       | 70' Mandžukić 81' Morata | Etihad Stadium, Manchester Toeschouwers: 50.363 Scheidsrechter: Damir Skomina |

|                             |                                                      |       |                          |                                                                                            |
| 15 september 2015 20:45 uur | Sevilla                                              | 3 – 0 | Borussia Mönchengladbach | Estadio Ramón Sánchez Pizjuán, Sevilla Toeschouwers: 36.959 Scheidsrechter: Pavel Královec |
| 15 september 2015 20:45 uur | Gameiro 47' (pen.) Banega 66' (pen.) Konopljanka 84' |       |                          | Estadio Ramón Sánchez Pizjuán, Sevilla Toeschouwers: 36.959 Scheidsrechter: Pavel Královec |

|                             |                          |       |                                          |                                                                                    |
| 30 september 2015 20:45 uur | Borussia Mönchengladbach | 1 – 2 | Manchester City                          | Borussia-Park, Mönchengladbach Toeschouwers: 46.217 Scheidsrechter: Clément Turpin |
| 30 september 2015 20:45 uur | Stindl 54'               |       | 65' (e.d.) Christensen 90' (pen.) Agüero | Borussia-Park, Mönchengladbach Toeschouwers: 46.217 Scheidsrechter: Clément Turpin |

|                             |                     |       |         |                                                                              |
| 30 september 2015 20:45 uur | Juventus            | 2 – 0 | Sevilla | Juventus Stadium, Turijn Toeschouwers: 36.499 Scheidsrechter: Jonas Eriksson |
| 30 september 2015 20:45 uur | Morata 41' Zaza 87' |       |         | Juventus Stadium, Turijn Toeschouwers: 36.499 Scheidsrechter: Jonas Eriksson |

|                           |          |       |                          |                                                                             |
| 21 oktober 2015 20:45 uur | Juventus | 0 – 0 | Borussia Mönchengladbach | Juventus Stadium, Turijn Toeschouwers: 40.940 Scheidsrechter: Craig Thomson |
| 21 oktober 2015 20:45 uur |          |       |                          | Juventus Stadium, Turijn Toeschouwers: 40.940 Scheidsrechter: Craig Thomson |

|                           |                                 |       |                 |                                                                             |
| 21 oktober 2015 20:45 uur | Manchester City                 | 2 – 1 | Sevilla         | Etihad Stadium, Manchester Toeschouwers: 45.595 Scheidsrechter: Bas Nijhuis |
| 21 oktober 2015 20:45 uur | Rami 36' (e.d.) De Bruyne 90+1' |       | 30' Konopljanka | Etihad Stadium, Manchester Toeschouwers: 45.595 Scheidsrechter: Bas Nijhuis |

|                           |                          |       |                               |                                                                                   |
| 3 november 2015 20:45 uur | Borussia Mönchengladbach | 1 – 1 | Juventus                      | Borussia-Park, Mönchengladbach Toeschouwers: 46.217 Scheidsrechter: Björn Kuipers |
| 3 november 2015 20:45 uur | Johnson 18'              |       | 44' Lichtsteiner 53' Hernanes | Borussia-Park, Mönchengladbach Toeschouwers: 46.217 Scheidsrechter: Björn Kuipers |

|                           |                 |       |                                      |                                                                                               |
| 3 november 2015 20:45 uur | Sevilla         | 1 – 3 | Manchester City                      | Estadio Ramón Sánchez Pizjuán, Sevilla Toeschouwers: 39.261 Scheidsrechter: Svein Oddvar Moen |
| 3 november 2015 20:45 uur | Trémoulinas 25' |       | 8' Sterling 11' Fernandinho 36' Bony | Estadio Ramón Sánchez Pizjuán, Sevilla Toeschouwers: 39.261 Scheidsrechter: Svein Oddvar Moen |

|                            |               |       |                 |                                                                           |
| 25 november 2015 20:45 uur | Juventus      | 1 – 0 | Manchester City | Juventus Stadium, Turijn Toeschouwers: 38.193 Scheidsrechter: Felix Brych |
| 25 november 2015 20:45 uur | Mandžukić 18' |       |                 | Juventus Stadium, Turijn Toeschouwers: 38.193 Scheidsrechter: Felix Brych |

|                            |                                         |       |                                |                                                                                   |
| 25 november 2015 20:45 uur | Borussia Mönchengladbach                | 4 – 2 | Sevilla                        | Borussia-Park, Mönchengladbach Toeschouwers: 45.177 Scheidsrechter: Damir Skomina |
| 25 november 2015 20:45 uur | Stindl 29', 83' Johnson 68' Raffael 78' |       | 82' Vitolo 90+1' (pen.) Banega | Borussia-Park, Mönchengladbach Toeschouwers: 45.177 Scheidsrechter: Damir Skomina |

|                           |                                      |       |                          |                                                                                |
| 8 december 2015 20:45 uur | Manchester City                      | 4 – 2 | Borussia Mönchengladbach | Etihad Stadium, Manchester Toeschouwers: 41.829 Scheidsrechter: Danny Makkelie |
| 8 december 2015 20:45 uur | Silva 16' Sterling 80', 81' Bony 85' |       | 19' Korb 42' Raffael     | Etihad Stadium, Manchester Toeschouwers: 41.829 Scheidsrechter: Danny Makkelie |

|                           |              |       |          |                                                                                              |
| 8 december 2015 20:45 uur | Sevilla      | 1 – 0 | Juventus | Estadio Ramón Sánchez Pizjuán, Sevilla Toeschouwers: 35.583 Scheidsrechter: Szymon Marciniak |
| 8 december 2015 20:45 uur | Llorente 65' |       |          | Estadio Ramón Sánchez Pizjuán, Sevilla Toeschouwers: 35.583 Scheidsrechter: Szymon Marciniak |

#### Groep E
| Club             | Wed | Win | Gel | Ver | DV | DT | +/− | Pnt |
| ---------------- | --- | --- | --- | --- | -- | -- | --- | --- |
| Barcelona        | 6   | 4   | 2   | 0   | 15 | 4  | +11 | 14  |
| Roma             | 6   | 1   | 3   | 2   | 11 | 16 | –5  | 6   |
| Bayer Leverkusen | 6   | 1   | 3   | 2   | 13 | 12 | +1  | 6   |
| BATE Borisov     | 6   | 1   | 2   | 3   | 5  | 12 | –7  | 5   |

|                             |                                                     |       |               |                                                                          |
| 16 september 2015 20:45 uur | Bayer Leverkusen                                    | 4 – 1 | BATE Borisov  | BayArena, Leverkusen Toeschouwers: 24.280 Scheidsrechter: Danny Makkelie |
| 16 september 2015 20:45 uur | Mehmedi 4' Çalhanoğlu 47', 75' (pen.) Hernández 58' |       | 13' Milunović | BayArena, Leverkusen Toeschouwers: 24.280 Scheidsrechter: Danny Makkelie |

|                             |              |       |            |                                                                          |
| 16 september 2015 20:45 uur | Roma         | 1 – 1 | Barcelona  | Stadio Olimpico, Rome Toeschouwers: 57.836 Scheidsrechter: Björn Kuipers |
| 16 september 2015 20:45 uur | Florenzi 31' |       | 21' Suárez | Stadio Olimpico, Rome Toeschouwers: 57.836 Scheidsrechter: Björn Kuipers |

|                             |                        |       |                  |                                                                          |
| 29 september 2015 20:45 uur | Barcelona              | 2 – 1 | Bayer Leverkusen | Camp Nou, Barcelona Toeschouwers: 68.694 Scheidsrechter: Martin Atkinson |
| 29 september 2015 20:45 uur | Roberto 80' Suárez 82' |       | 22' Papadopoulos | Camp Nou, Barcelona Toeschouwers: 68.694 Scheidsrechter: Martin Atkinson |

|                             |                                  |       |                            |                                                                              |
| 29 september 2015 20:45 uur | BATE Borisov                     | 3 – 2 | Roma                       | Borisov Arena, Borisov Toeschouwers: 12.767 Scheidsrechter: Mark Clattenburg |
| 29 september 2015 20:45 uur | Stasevich 8' Mladenović 12', 30' |       | 66' Gervinho 82' Torosidis | Borisov Arena, Borisov Toeschouwers: 12.767 Scheidsrechter: Mark Clattenburg |

|                           |              |                  |           |                                                                         |
| 20 oktober 2015 20:45 uur | BATE Borisov | 0 – 2            | Barcelona | Borisov Arena, Borisov Toeschouwers: 13.074 Scheidsrechter: Jorge Sousa |
| 20 oktober 2015 20:45 uur |              | 48', 65' Rakitić |           | Borisov Arena, Borisov Toeschouwers: 13.074 Scheidsrechter: Jorge Sousa |

|                           |                                                |       |                                         |                                                                         |
| 20 oktober 2015 20:45 uur | Bayer Leverkusen                               | 4 – 4 | Roma                                    | BayArena, Leverkusen Toeschouwers: 29.412 Scheidsrechter: Viktor Kassai |
| 20 oktober 2015 20:45 uur | Hernández 4' (pen.), 19' Kampl 84' Mehmedi 86' |       | 29', 38' De Rossi 54' Pjanić 73' Falque | BayArena, Leverkusen Toeschouwers: 29.412 Scheidsrechter: Viktor Kassai |

|                           |                                   |       |              |                                                                     |
| 4 november 2015 20:45 uur | Barcelona                         | 3 – 0 | BATE Borisov | Camp Nou, Barcelona Toeschouwers: 68.502 Scheidsrechter: István Vad |
| 4 november 2015 20:45 uur | Neymar 30' (pen.), 83' Suárez 60' |       |              | Camp Nou, Barcelona Toeschouwers: 68.502 Scheidsrechter: István Vad |

|                           |                                      |       |                                      |                                                                            |
| 4 november 2015 20:45 uur | Roma                                 | 3 – 2 | Bayer Leverkusen                     | Stadio Olimpico, Rome Toeschouwers: 38.361 Scheidsrechter: Sergej Karasjov |
| 4 november 2015 20:45 uur | Salah 2' Džeko 29' Pjanić 80' (pen.) |       | 46' Mehmedi 51' Hernández 79' Toprak | Stadio Olimpico, Rome Toeschouwers: 38.361 Scheidsrechter: Sergej Karasjov |

|                            |               |       |                  |                                                                            |
| 24 november 2015 18:00 uur | BATE Borisov  | 1 – 1 | Bayer Leverkusen | Borisov Arena, Borisov Toeschouwers: 12.601 Scheidsrechter: Clément Turpin |
| 24 november 2015 18:00 uur | Gordeichuk 2' |       | 68' Mehmedi      | Borisov Arena, Borisov Toeschouwers: 12.601 Scheidsrechter: Clément Turpin |

|                            |                                                      |       |             |                                                                       |
| 24 november 2015 20:45 uur | Barcelona                                            | 6 – 1 | Roma        | Camp Nou, Barcelona Toeschouwers: 71.433 Scheidsrechter: Cüneyt Çakır |
| 24 november 2015 20:45 uur | Suárez 15', 44' Messi 18', 60' Piqué 56' Adriano 77' |       | 90+1' Džeko | Camp Nou, Barcelona Toeschouwers: 71.433 Scheidsrechter: Cüneyt Çakır |

|                           |                  |       |           |                                                                            |
| 9 december 2015 20:45 uur | Bayer Leverkusen | 1 – 1 | Barcelona | BayArena, Leverkusen Toeschouwers: 29.412 Scheidsrechter: Mark Clattenburg |
| 9 december 2015 20:45 uur | Hernández 23'    |       | 20' Messi | BayArena, Leverkusen Toeschouwers: 29.412 Scheidsrechter: Mark Clattenburg |

|                           |      |       |              |                                                                            |
| 9 december 2015 20:45 uur | Roma | 0 – 0 | BATE Borisov | Stadio Olimpico, Rome Toeschouwers: 29.489 Scheidsrechter: Martin Atkinson |
| 9 december 2015 20:45 uur |      |       |              | Stadio Olimpico, Rome Toeschouwers: 29.489 Scheidsrechter: Martin Atkinson |

#### Groep F
| Club           | Wed | Win | Gel | Ver | DV | DT | +/− | Pnt |
| -------------- | --- | --- | --- | --- | -- | -- | --- | --- |
| Bayern München | 6   | 5   | 0   | 1   | 19 | 3  | +16 | 15  |
| Arsenal        | 6   | 3   | 0   | 3   | 12 | 10 | +2  | 9   |
| Olympiakos     | 6   | 3   | 0   | 3   | 6  | 13 | −7  | 9   |
| Dinamo Zagreb  | 6   | 1   | 0   | 5   | 3  | 14 | −11 | 3   |

|                             |                                             |       |                             |                                                                             |
| 16 september 2015 20:45 uur | Dinamo Zagreb                               | 2 – 1 | Arsenal                     | Maksimirstadion, Zagreb Toeschouwers: 17.840 Scheidsrechter: Ovidiu Haţegan |
| 16 september 2015 20:45 uur | Oxlade-Chamberlain 24' (e.d.) Fernándes 58' |       | 79' Walcott 23', 40' Giroud | Maksimirstadion, Zagreb Toeschouwers: 17.840 Scheidsrechter: Ovidiu Haţegan |

|                             |            |                                    |                |                                                                                          |
| 16 september 2015 20:45 uur | Olympiakos | 0 – 3                              | Bayern München | Georgios Karaiskákisstadion, Piraeus Toeschouwers: 31.688 Scheidsrechter: Carlos Velasco |
| 16 september 2015 20:45 uur |            | 52', 90+2' (pen.) Müller 89' Götze |                | Georgios Karaiskákisstadion, Piraeus Toeschouwers: 31.688 Scheidsrechter: Carlos Velasco |

|                             |                                               |       |               |                                                                               |
| 29 september 2015 20:45 uur | Bayern München                                | 5 – 0 | Dinamo Zagreb | Allianz Arena, München Toeschouwers: 70.000 Scheidsrechter: Aleksej Koelbakov |
| 29 september 2015 20:45 uur | Costa 13' Lewandowski 22', 28', 55' Götze 25' |       |               | Allianz Arena, München Toeschouwers: 70.000 Scheidsrechter: Aleksej Koelbakov |

|                             |                         |       |                                         |                                                                           |
| 29 september 2015 20:45 uur | Arsenal                 | 2 – 3 | Olympiakos                              | Emirates Stadium, Londen Toeschouwers: 59.428 Scheidsrechter: Bas Nijhuis |
| 29 september 2015 20:45 uur | Walcott 35' Sánchez 65' |       | 33' Pardo 40' Fortounis 66' Finnbogason | Emirates Stadium, Londen Toeschouwers: 59.428 Scheidsrechter: Bas Nijhuis |

|                           |                       |       |                |                                                                            |
| 20 oktober 2015 20:45 uur | Arsenal               | 2 – 0 | Bayern München | Emirates Stadium, Londen Toeschouwers: 49.824 Scheidsrechter: Cüneyt Çakır |
| 20 oktober 2015 20:45 uur | Giroud 77' Özil 90+4' |       |                | Emirates Stadium, Londen Toeschouwers: 49.824 Scheidsrechter: Cüneyt Çakır |

|                           |               |           |            |                                                                                |
| 20 oktober 2015 20:45 uur | Dinamo Zagreb | 0 – 1     | Olympiakos | Maksimirstadion, Zagreb Toeschouwers: 13.678 Scheidsrechter: Paolo Tagliavento |
| 20 oktober 2015 20:45 uur |               | 79' Ideye |            | Maksimirstadion, Zagreb Toeschouwers: 13.678 Scheidsrechter: Paolo Tagliavento |

|                           |                                                      |       |            |                                                                             |
| 4 november 2015 20:45 uur | Bayern München                                       | 5 – 1 | Arsenal    | Allianz Arena, München Toeschouwers: 70.000 Scheidsrechter: Gianluca Rocchi |
| 4 november 2015 20:45 uur | Lewandowski 10' Müller 29', 89' Alaba 44' Robben 55' |       | 69' Giroud | Allianz Arena, München Toeschouwers: 70.000 Scheidsrechter: Gianluca Rocchi |

|                           |                |       |                             |                                                                                         |
| 4 november 2015 20:45 uur | Olympiakos     | 2 – 1 | Dinamo Zagreb               | Georgios Karaiskákisstadion, Piraeus Toeschouwers: 31.473 Scheidsrechter: Antonio Mateu |
| 4 november 2015 20:45 uur | Pardo 65', 90' |       | 21' Hodžić 28', 79' Pivarić | Georgios Karaiskákisstadion, Piraeus Toeschouwers: 31.473 Scheidsrechter: Antonio Mateu |

|                            |                           |       |               |                                                                             |
| 24 november 2015 20:45 uur | Arsenal                   | 3 – 0 | Dinamo Zagreb | Emirates Stadium, Londen Toeschouwers: 58.978 Scheidsrechter: Viktor Kassai |
| 24 november 2015 20:45 uur | Özil 29' Sánchez 33', 69' |       |               | Emirates Stadium, Londen Toeschouwers: 58.978 Scheidsrechter: Viktor Kassai |

|                           |               |                      |                |                                                                                   |
| 9 december 2015 20:45 uur | Dinamo Zagreb | 0 – 2                | Bayern München | Maksimirstadion, Zagreb Toeschouwers: 19.681 Scheidsrechter: Martin Strömbergsson |
| 9 december 2015 20:45 uur |               | 61', 64' Lewandowski |                | Maksimirstadion, Zagreb Toeschouwers: 19.681 Scheidsrechter: Martin Strömbergsson |

|                           |            |                             |         |                                                                                          |
| 9 december 2015 20:45 uur | Olympiakos | 0 – 3                       | Arsenal | Georgios Karaiskákisstadion, Piraeus Toeschouwers: 31.388 Scheidsrechter: Nicola Rizzoli |
| 9 december 2015 20:45 uur |            | 29', 49', 67' (pen.) Giroud |         | Georgios Karaiskákisstadion, Piraeus Toeschouwers: 31.388 Scheidsrechter: Nicola Rizzoli |

#### Groep G
| Club             | Wed | Win | Gel | Ver | DV | DT | +/− | Pnt |
| ---------------- | --- | --- | --- | --- | -- | -- | --- | --- |
| Chelsea          | 6   | 4   | 1   | 1   | 13 | 3  | +10 | 13  |
| Dynamo Kiev      | 6   | 3   | 2   | 1   | 8  | 4  | +4  | 11  |
| FC Porto         | 6   | 3   | 1   | 2   | 9  | 7  | +1  | 10  |
| Maccabi Tel Aviv | 6   | 0   | 0   | 6   | 1  | 16 | –15 | 0   |

|                             |                          |       |                    |                                                                        |
| 16 september 2015 20:45 uur | Dynamo Kiev              | 2 – 2 | Porto              | NSK Olimpiejsky, Kiev Toeschouwers: 52.369 Scheidsrechter: Felix Brych |
| 16 september 2015 20:45 uur | Goesjev 20' Buialsky 89' |       | 23', 81' Aboubakar | NSK Olimpiejsky, Kiev Toeschouwers: 52.369 Scheidsrechter: Felix Brych |

|                             |                                                             |       |                  |                                                                           |
| 16 september 2015 20:45 uur | Chelsea                                                     | 4 – 0 | Maccabi Tel Aviv | Stamford Bridge, Londen Toeschouwers: 40.684 Scheidsrechter: Felix Zwayer |
| 16 september 2015 20:45 uur | Willian 15' Oscar 45+4' (pen.) Diego Costa 58' Fàbregas 78' |       |                  | Stamford Bridge, Londen Toeschouwers: 40.684 Scheidsrechter: Felix Zwayer |

|                             |                  |                          |             |                                                                               |
| 29 september 2015 20:45 uur | Maccabi Tel Aviv | 0 – 2                    | Dynamo Kiev | Sammy Oferstadion, Haifa Toeschouwers: 27.100 Scheidsrechter: David Fernández |
| 29 september 2015 20:45 uur |                  | 4' Yarmolenko 50' Moraes |             | Sammy Oferstadion, Haifa Toeschouwers: 27.100 Scheidsrechter: David Fernández |

|                             |                      |       |               |                                                                             |
| 29 september 2015 20:45 uur | Porto                | 2 – 1 | Chelsea       | Estádio do Dragão, Porto Toeschouwers: 46.120 Scheidsrechter: Antonio Mateu |
| 29 september 2015 20:45 uur | André 39' Maicon 52' |       | 45+2' Willian | Estádio do Dragão, Porto Toeschouwers: 46.120 Scheidsrechter: Antonio Mateu |

|                           |                           |       |                  |                                                                              |
| 20 oktober 2015 20:45 uur | Porto                     | 2 – 0 | Maccabi Tel Aviv | Estádio do Dragão, Porto Toeschouwers: 35.209 Scheidsrechter: Clément Turpin |
| 20 oktober 2015 20:45 uur | Aboubakar 37' Brahimi 41' |       |                  | Estádio do Dragão, Porto Toeschouwers: 35.209 Scheidsrechter: Clément Turpin |

|                           |             |       |         |                                                                          |
| 20 oktober 2015 20:45 uur | Dynamo Kiev | 0 – 0 | Chelsea | NSK Olimpiejsky, Kiev Toeschouwers: 60.291 Scheidsrechter: Damir Skomina |
| 20 oktober 2015 20:45 uur |             |       |         | NSK Olimpiejsky, Kiev Toeschouwers: 60.291 Scheidsrechter: Damir Skomina |

|                           |                   |       |                               |                                                                           |
| 4 november 2015 20:45 uur | Maccabi Tel Aviv  | 1 – 3 | Porto                         | Sammy Oferstadion, Haifa Toeschouwers: 26.646 Scheidsrechter: Kenn Hansen |
| 4 november 2015 20:45 uur | Zahavi 75' (pen.) |       | 19' Tello 49' André 72' Layún | Sammy Oferstadion, Haifa Toeschouwers: 26.646 Scheidsrechter: Kenn Hansen |

|                           |                                 |       |              |                                                                             |
| 4 november 2015 20:45 uur | Chelsea                         | 2 – 1 | Dynamo Kiev  | Stamford Bridge, Londen Toeschouwers: 41.241 Scheidsrechter: Pavel Královec |
| 4 november 2015 20:45 uur | Dragović 34' (e.d.) Willian 83' |       | 78' Dragović | Stamford Bridge, Londen Toeschouwers: 41.241 Scheidsrechter: Pavel Královec |

|                            |       |                                    |             |                                                                              |
| 24 november 2015 20:45 uur | Porto | 0 – 2                              | Dynamo Kiev | Estádio do Dragão, Porto Toeschouwers: 31.220 Scheidsrechter: Carlos Velasco |
| 24 november 2015 20:45 uur |       | 35' (pen.) Yarmolenko 64' González |             | Estádio do Dragão, Porto Toeschouwers: 31.220 Scheidsrechter: Carlos Velasco |

|                            |                  |       |                                              |                                                                               |
| 24 november 2015 20:45 uur | Maccabi Tel Aviv | 0 – 4 | Chelsea                                      | Sammy Oferstadion, Haifa Toeschouwers: 29.121 Scheidsrechter: Alberto Undiano |
| 24 november 2015 20:45 uur | Ben-Haim 40'     |       | 20' Cahill 73' Willian 77' Oscar 90+1' Zouma | Sammy Oferstadion, Haifa Toeschouwers: 29.121 Scheidsrechter: Alberto Undiano |

|                           |             |       |                  |                                                                       |
| 9 december 2015 20:45 uur | Dynamo Kiev | 1 – 0 | Maccabi Tel Aviv | NSK Olimpiejsky, Kiev Toeschouwers: 475 Scheidsrechter: Björn Kuipers |
| 9 december 2015 20:45 uur | Harmasj 16' |       |                  | NSK Olimpiejsky, Kiev Toeschouwers: 475 Scheidsrechter: Björn Kuipers |

|                           |                                |       |       |                                                                           |
| 9 december 2015 20:45 uur | Chelsea                        | 2 – 0 | Porto | Stamford Bridge, Londen Toeschouwers: 41.096 Scheidsrechter: Cüneyt Çakır |
| 9 december 2015 20:45 uur | Marcano 12' (e.d.) Willian 52' |       |       | Stamford Bridge, Londen Toeschouwers: 41.096 Scheidsrechter: Cüneyt Çakır |

#### Groep H
| Club                  | Wed | Win | Gel | Ver | DV | DT | +/− | Pnt |
| --------------------- | --- | --- | --- | --- | -- | -- | --- | --- |
| Zenit Sint-Petersburg | 6   | 5   | 0   | 1   | 13 | 6  | +7  | 15  |
| KAA Gent              | 6   | 3   | 1   | 2   | 8  | 7  | +1  | 10  |
| Valencia              | 6   | 2   | 0   | 4   | 5  | 9  | −4  | 6   |
| Olympique Lyon        | 6   | 1   | 1   | 4   | 5  | 9  | −4  | 4   |

|                             |                       |       |                         |                                                                               |
| 16 september 2015 20:45 uur | Valencia              | 2 – 3 | Zenit Sint-Petersburg   | Estadio Mestalla, Valencia Toeschouwers: 28.005 Scheidsrechter: Craig Thomson |
| 16 september 2015 20:45 uur | Cancelo 54' Gomes 73' |       | 9', 44' Hulk 76' Witsel | Estadio Mestalla, Valencia Toeschouwers: 28.005 Scheidsrechter: Craig Thomson |

|                             |                                       |       |                |                                                                          |
| 16 september 2015 20:45 uur | KAA Gent                              | 1 – 1 | Olympique Lyon | Ghelamco Arena, Gent Toeschouwers: 19.601 Scheidsrechter: William Collum |
| 16 september 2015 20:45 uur | Milićević 68' Dejaegere 41' Foket 87' |       | 58' Jallet     | Ghelamco Arena, Gent Toeschouwers: 19.601 Scheidsrechter: William Collum |

|                             |                |              |          |                                                                           |
| 29 september 2015 20:45 uur | Olympique Lyon | 0 – 1        | Valencia | Stade de Gerland, Lyon Toeschouwers: 33.534 Scheidsrechter: Milorad Mažić |
| 29 september 2015 20:45 uur |                | 42' Feghouli |          | Stade de Gerland, Lyon Toeschouwers: 33.534 Scheidsrechter: Milorad Mažić |

|                             |                        |       |            |                                                                           |
| 29 september 2015 20:45 uur | Zenit Sint-Petersburg  | 2 – 1 | KAA Gent   | Petrovski, Sint-Petersburg Toeschouwers: 18.095 Scheidsrechter: Matej Jug |
| 29 september 2015 20:45 uur | Dzjoeba 35' Sjatov 67' |       | 56' Matton | Petrovski, Sint-Petersburg Toeschouwers: 18.095 Scheidsrechter: Matej Jug |

|                           |                               |       |                |                                                                                 |
| 20 oktober 2015 20:45 uur | Zenit Sint-Petersburg         | 3 – 1 | Olympique Lyon | Petrovski, Sint-Petersburg Toeschouwers: 17.517 Scheidsrechter: Martin Atkinson |
| 20 oktober 2015 20:45 uur | Dzjoeba 2' Hulk 56' Danny 82' |       | 49' Lacazette  | Petrovski, Sint-Petersburg Toeschouwers: 17.517 Scheidsrechter: Martin Atkinson |

|                           |                                  |       |           |                                                                              |
| 20 oktober 2015 20:45 uur | Valencia                         | 2 – 1 | KAA Gent  | Estadio Mestalla, Valencia Toeschouwers: 38.207 Scheidsrechter: Felix Zwayer |
| 20 oktober 2015 20:45 uur | Feghouli 15' Mitrović 72' (e.d.) |       | 40' Foket | Estadio Mestalla, Valencia Toeschouwers: 38.207 Scheidsrechter: Felix Zwayer |

|                           |                   |       |                                    |                                                                         |
| 4 november 2015 20:45 uur | Olympique Lyon    | 0 – 2 | Zenit Sint-Petersburg              | Stade de Gerland, Lyon Toeschouwers: 30.173 Scheidsrechter: Felix Brych |
| 4 november 2015 20:45 uur | Gonalons 32', 72' |       | 25', 57' Dzjoeba 56', 89' Anjoekov | Stade de Gerland, Lyon Toeschouwers: 30.173 Scheidsrechter: Felix Brych |

|                           |                 |       |          |                                                                          |
| 4 november 2015 20:45 uur | KAA Gent        | 1 – 0 | Valencia | Ghelamco Arena, Gent Toeschouwers: 19.452 Scheidsrechter: Daniele Orsato |
| 4 november 2015 20:45 uur | Kums 49' (pen.) |       |          | Ghelamco Arena, Gent Toeschouwers: 19.452 Scheidsrechter: Daniele Orsato |

|                            |                        |       |          |                                                                                   |
| 24 november 2015 18:00 uur | Zenit Sint-Petersburg  | 2 – 0 | Valencia | Petrovski, Sint-Petersburg Toeschouwers: 17.002 Scheidsrechter: Svein Oddvar Moen |
| 24 november 2015 18:00 uur | Sjatov 15' Dzjoeba 74' |       | 80' Vezo | Petrovski, Sint-Petersburg Toeschouwers: 17.002 Scheidsrechter: Svein Oddvar Moen |

|                            |                |       |                               |                                                                             |
| 24 november 2015 20:45 uur | Olympique Lyon | 1 – 2 | KAA Gent                      | Stade de Gerland, Lyon Toeschouwers: 30.206 Scheidsrechter: Sergej Karasjov |
| 24 november 2015 20:45 uur | Ferri 7'       |       | 32' Milićević 90+5' Coulibaly | Stade de Gerland, Lyon Toeschouwers: 30.206 Scheidsrechter: Sergej Karasjov |

|                           |          |                          |                |                                                                           |
| 9 december 2015 20:45 uur | Valencia | 0 – 2                    | Olympique Lyon | Estadio Mestalla, Valencia Toeschouwers: 32.494 Scheidsrechter: Matej Jug |
| 9 december 2015 20:45 uur |          | 37' Cornet 76' Lacazette |                | Estadio Mestalla, Valencia Toeschouwers: 32.494 Scheidsrechter: Matej Jug |

|                           |                            |       |                       |                                                                       |
| 9 december 2015 20:45 uur | KAA Gent                   | 2 – 1 | Zenit Sint-Petersburg | Ghelamco Arena, Gent Toeschouwers: 19.978 Scheidsrechter: Jorge Sousa |
| 9 december 2015 20:45 uur | Depoitre 18' Milićević 78' |       | 65' Dzjoeba           | Ghelamco Arena, Gent Toeschouwers: 19.978 Scheidsrechter: Jorge Sousa |

## Knock-outfase
Tijdens de loting voor de achtste finales hadden de acht groepswinnaars een geplaatste status en de acht nummers twee een ongeplaatste status. De geplaatste clubs werden geloot tegen de ongeplaatste clubs. Ploegen uit dezelfde groep of hetzelfde land konden in deze ronde niet tegen elkaar worden geloot.

### Achtste finales
De loting vond plaats op 14 december 2015.
De heenwedstrijden werden gespeeld op 16, 17, 23 en 24 februari, de returnwedstrijden werden gespeeld  op 8, 9, 15 en 16 maart 2016.
| Team 1              | Tot.             | Team 2                | 1e wedstr. | 2e wedstr. |
| ------------------- | ---------------- | --------------------- | ---------- | ---------- |
| KAA Gent            | 2 – 4            | Wolfsburg             | 2 – 3      | 0 – 1      |
| AS Roma             | 0 – 4            | Real Madrid           | 0 – 2      | 0 – 2      |
| Paris Saint-Germain | 4 – 2            | Chelsea               | 2 – 1      | 2 – 1      |
| Arsenal             | 1 – 5            | Barcelona             | 0 – 2      | 1 – 3      |
| Juventus            | 4 – 6            | Bayern München        | 2 – 2      | 2 – 4      |
| PSV                 | 0 – 0 ns (7 – 8) | Atlético Madrid       | 0 – 0      | 0 – 0      |
| Benfica             | 3 – 1            | Zenit Sint-Petersburg | 1 – 0      | 2 – 1      |
| Dynamo Kiev         | 1 – 3            | Manchester City       | 1 – 3      | 0 – 0      |

#### Heenwedstrijden
|                            |                            |       |             |                                                                                       |
| 16 februari 2016 20:45 uur | Paris Saint-Germain        | 2 – 1 | Chelsea     | Parc des Princes, Parijs Toeschouwers: 46.505 Scheidsrechter: Carlos Velasco Carballo |
| 16 februari 2016 20:45 uur | Ibrahimović 39' Cavani 78' |       | 45+1' Mikel | Parc des Princes, Parijs Toeschouwers: 46.505 Scheidsrechter: Carlos Velasco Carballo |

|                            |             |       |                       |                                                                               |
| 16 februari 2016 20:45 uur | Benfica     | 1 – 0 | Zenit Sint-Petersburg | Estádio da Luz, Lissabon Toeschouwers: 48.615 Scheidsrechter: Gianluca Rocchi |
| 16 februari 2016 20:45 uur | Jonas 90+1' |       | 67', 90' Criscito     | Estádio da Luz, Lissabon Toeschouwers: 48.615 Scheidsrechter: Gianluca Rocchi |

|                            |                        |       |                            |                                                                             |
| 17 februari 2016 20:45 uur | KAA Gent               | 2 – 3 | Wolfsburg                  | Ghelamco Arena, Gent Toeschouwers: 19.978 Scheidsrechter: Svein Oddvar Moen |
| 17 februari 2016 20:45 uur | Kums 80' Coulibaly 89' |       | 44', 54' Draxler 60' Kruse | Ghelamco Arena, Gent Toeschouwers: 19.978 Scheidsrechter: Svein Oddvar Moen |

|                            |         |                      |             |                                                                           |
| 17 februari 2016 20:45 uur | AS Roma | 0 – 2                | Real Madrid | Stadio Olimpico, Rome Toeschouwers: 55.612 Scheidsrechter: Pavel Královec |
| 17 februari 2016 20:45 uur |         | 57' Ronaldo 86' Jesé |             | Stadio Olimpico, Rome Toeschouwers: 55.612 Scheidsrechter: Pavel Královec |

|                            |         |                       |           |                                                                            |
| 23 februari 2016 20:45 uur | Arsenal | 0 – 2                 | Barcelona | Emirates Stadium, Londen Toeschouwers: 59.889 Scheidsrechter: Cüneyt Çakır |
| 23 februari 2016 20:45 uur |         | 71', 83' (pen.) Messi |           | Emirates Stadium, Londen Toeschouwers: 59.889 Scheidsrechter: Cüneyt Çakır |

|                            |                        |       |                       |                                                                               |
| 23 februari 2016 20:45 uur | Juventus               | 2 – 2 | Bayern München        | Juventus Stadium, Turijn Toeschouwers: 41.332 Scheidsrechter: Martin Atkinson |
| 23 februari 2016 20:45 uur | Dybala 63' Sturaro 76' |       | 43' Müller 55' Robben | Juventus Stadium, Turijn Toeschouwers: 41.332 Scheidsrechter: Martin Atkinson |

|                            |                  |       |                 |                                                                                |
| 24 februari 2016 20:45 uur | PSV              | 0 – 0 | Atlético Madrid | Philips Stadion, Eindhoven Toeschouwers: 34.948 Scheidsrechter: Daniele Orsato |
| 24 februari 2016 20:45 uur | Pereiro 54', 68' |       |                 | Philips Stadion, Eindhoven Toeschouwers: 34.948 Scheidsrechter: Daniele Orsato |

|                            |              |       |                                |                                                                                |
| 24 februari 2016 20:45 uur | Dynamo Kiev  | 1 – 3 | Manchester City                | NSK Olimpiejsky, Kiev Toeschouwers: 53.691 Scheidsrechter: Antonio Mateu Lahoz |
| 24 februari 2016 20:45 uur | Buialsky 58' |       | 15' Agüero 40' Silva 90' Touré | NSK Olimpiejsky, Kiev Toeschouwers: 53.691 Scheidsrechter: Antonio Mateu Lahoz |

#### Terugwedstrijden
|                        |              |       |          |                                                                                |
| 8 maart 2016 20:45 uur | Wolfsburg    | 1 – 0 | KAA Gent | Volkswagen-Arena, Wolfsburg Toeschouwers: 23.457 Scheidsrechter: Damir Skomina |
| 8 maart 2016 20:45 uur | Schürrle 74' |       |          | Volkswagen-Arena, Wolfsburg Toeschouwers: 23.457 Scheidsrechter: Damir Skomina |

|                        |                           |       |         |                                                                                         |
| 8 maart 2016 20:45 uur | Real Madrid               | 2 – 0 | AS Roma | Estadio Santiago Bernabéu, Madrid Toeschouwers: 76.654 Scheidsrechter: Szymon Marciniak |
| 8 maart 2016 20:45 uur | Ronaldo 64' Rodríguez 68' |       |         | Estadio Santiago Bernabéu, Madrid Toeschouwers: 76.654 Scheidsrechter: Szymon Marciniak |

|                        |                       |       |                          |                                                                               |
| 9 maart 2016 18:00 uur | Zenit Sint-Petersburg | 1 – 2 | Benfica                  | Petrovski, Sint-Petersburg Toeschouwers: 17.688 Scheidsrechter: Viktor Kassai |
| 9 maart 2016 18:00 uur | Hulk 69'              |       | 85' Gaitán 90+6' Talisca | Petrovski, Sint-Petersburg Toeschouwers: 17.688 Scheidsrechter: Viktor Kassai |

|                        |           |       |                            |                                                                          |
| 9 maart 2016 20:45 uur | Chelsea   | 1 – 2 | Paris Saint-Germain        | Stamford Bridge, Londen Toeschouwers: 37.591 Scheidsrechter: Felix Brych |
| 9 maart 2016 20:45 uur | Costa 27' |       | 16' Rabiot 67' Ibrahimović | Stamford Bridge, Londen Toeschouwers: 37.591 Scheidsrechter: Felix Brych |

|                         |                                                                |            |                                                                   |                                                                                        |
| 15 maart 2016 20:45 uur | Atlético Madrid                                                | 0 – 0 (nv) | PSV                                                               | Estadio Vicente Calderón, Madrid Toeschouwers: 50.135 Scheidsrechter: Mark Clattenburg |
| 15 maart 2016 20:45 uur |                                                                |            |                                                                   | Estadio Vicente Calderón, Madrid Toeschouwers: 50.135 Scheidsrechter: Mark Clattenburg |
| 15 maart 2016 20:45 uur | Strafschoppen                                                  |            |                                                                   | Estadio Vicente Calderón, Madrid Toeschouwers: 50.135 Scheidsrechter: Mark Clattenburg |
| 15 maart 2016 20:45 uur | Griezmann Gabi Koke Ñíguez Torres Giménez Filipe Luís Juanfran | 8 – 7      | Van Ginkel Guardado Pröpper Bruma Moreno Lestienne Arias Narsingh | Estadio Vicente Calderón, Madrid Toeschouwers: 50.135 Scheidsrechter: Mark Clattenburg |

|                         |                 |       |             |                                                                                |
| 15 maart 2016 20:45 uur | Manchester City | 0 – 0 | Dynamo Kiev | Etihad Stadium, Manchester Toeschouwers: 43.630 Scheidsrechter: Ovidiu Haţegan |
| 15 maart 2016 20:45 uur |                 |       |             | Etihad Stadium, Manchester Toeschouwers: 43.630 Scheidsrechter: Ovidiu Haţegan |

|                         |                                 |       |            |                                                                          |
| 16 maart 2016 20:45 uur | Barcelona                       | 3 – 1 | Arsenal    | Camp Nou, Barcelona Toeschouwers: 76.092 Scheidsrechter: Sergej Karasjov |
| 16 maart 2016 20:45 uur | Neymar 18' Suárez 65' Messi 88' |       | 51' Elneny | Camp Nou, Barcelona Toeschouwers: 76.092 Scheidsrechter: Sergej Karasjov |

|                         |                                                     |            |                       |                                                                            |
| 16 maart 2016 20:45 uur | Bayern München                                      | 4 – 2 (nv) | Juventus              | Allianz Arena, München Toeschouwers: 70.000 Scheidsrechter: Jonas Eriksson |
| 16 maart 2016 20:45 uur | Lewandowski 73' Müller 90+1' Thiago 108' Coman 110' |            | 6' Pogba 28' Cuadrado | Allianz Arena, München Toeschouwers: 70.000 Scheidsrechter: Jonas Eriksson |

### Kwartfinales
De loting vond plaats op 18 maart 2016. Vanaf de kwartfinales is er geen geplaatste en ongeplaatste status meer en kan iedere club elke andere loten. De heenwedstrijden worden gespeeld op 5 en 6 april, de terugwedstrijden op 12 en 13 april 2016.
| Team 1              | Tot.  | Team 2          | 1e wedstr. | 2e wedstr. |
| ------------------- | ----- | --------------- | ---------- | ---------- |
| Wolfsburg           | 2 – 3 | Real Madrid     | 2 – 0      | 0 – 3      |
| Bayern München      | 3 – 2 | Benfica         | 1 – 0      | 2 – 2      |
| Barcelona           | 2 – 3 | Atlético Madrid | 2 – 1      | 0 – 2      |
| Paris Saint-Germain | 2 – 3 | Manchester City | 2 – 2      | 0 – 1      |

#### Heenwedstrijden
|                        |                |       |         |                                                                              |
| 5 april 2016 20:45 uur | Bayern München | 1 – 0 | Benfica | Allianz Arena, München Toeschouwers: 70.000 Scheidsrechter: Szymon Marciniak |
| 5 april 2016 20:45 uur | Vidal 2'       |       |         | Allianz Arena, München Toeschouwers: 70.000 Scheidsrechter: Szymon Marciniak |

|                        |                 |       |                      |                                                                      |
| 5 april 2016 20:45 uur | Barcelona       | 2 – 1 | Atlético Madrid      | Camp Nou, Barcelona Toeschouwers: 88.534 Scheidsrechter: Felix Brych |
| 5 april 2016 20:45 uur | Suárez 64', 75' |       | 25', 29', 36' Torres | Camp Nou, Barcelona Toeschouwers: 88.534 Scheidsrechter: Felix Brych |

|                        |                                 |       |             |                                                                                  |
| 6 april 2016 20:45 uur | Wolfsburg                       | 2 – 0 | Real Madrid | Volkswagen-Arena, Wolfsburg Toeschouwers: 26.400 Scheidsrechter: Gianluca Rocchi |
| 6 april 2016 20:45 uur | Rodríguez 17' (pen.) Arnold 25' |       |             | Volkswagen-Arena, Wolfsburg Toeschouwers: 26.400 Scheidsrechter: Gianluca Rocchi |

|                        |                            |       |                               |                                                                             |
| 6 april 2016 20:45 uur | Paris Saint-Germain        | 2 – 2 | Manchester City               | Parc des Princes, Parijs Toeschouwers: 47.228 Scheidsrechter: Milorad Mažić |
| 6 april 2016 20:45 uur | Ibrahimović 41' Rabiot 60' |       | 38' De Bruyne 72' Fernandinho | Parc des Princes, Parijs Toeschouwers: 47.228 Scheidsrechter: Milorad Mažić |

#### Terugwedstrijden
|                         |                       |       |           |                                                                                      |
| 12 april 2016 20:45 uur | Real Madrid           | 3 – 0 | Wolfsburg | Estadio Santiago Bernabéu, Madrid Toeschouwers: 76.684 Scheidsrechter: Viktor Kassai |
| 12 april 2016 20:45 uur | Ronaldo 16', 17', 77' |       |           | Estadio Santiago Bernabéu, Madrid Toeschouwers: 76.684 Scheidsrechter: Viktor Kassai |

|                         |                 |       |                     |                                                                                         |
| 12 april 2016 20:45 uur | Manchester City | 1 – 0 | Paris Saint-Germain | Etihad Stadium, Manchester Toeschouwers: 53.039 Scheidsrechter: Carlos Velasco Carballo |
| 12 april 2016 20:45 uur | De Bruyne 76'   |       |                     | Etihad Stadium, Manchester Toeschouwers: 53.039 Scheidsrechter: Carlos Velasco Carballo |

|                         |                         |       |                      |                                                                             |
| 13 april 2016 20:45 uur | Benfica                 | 2 – 2 | Bayern München       | Estádio da Luz, Lissabon Toeschouwers: 63.235 Scheidsrechter: Björn Kuipers |
| 13 april 2016 20:45 uur | Jiménez 27' Talisca 76' |       | 38' Vidal 52' Müller | Estádio da Luz, Lissabon Toeschouwers: 63.235 Scheidsrechter: Björn Kuipers |

|                         |                           |       |           |                                                                                      |
| 13 april 2016 20:45 uur | Atlético Madrid           | 2 – 0 | Barcelona | Estadio Vicente Calderón, Madrid Toeschouwers: 52.851 Scheidsrechter: Nicola Rizzoli |
| 13 april 2016 20:45 uur | Griezmann 36', 88' (pen.) |       |           | Estadio Vicente Calderón, Madrid Toeschouwers: 52.851 Scheidsrechter: Nicola Rizzoli |

### Halve finales
De loting vond plaats op 15 april 2016. De heenwedstrijden werden gespeeld op 26 en 27 april, de terugwedstrijden op 3 en 4 mei 2016.
| Team 1          | Tot.      | Team 2         | 1e wedstr. | 2e wedstr. |
| --------------- | --------- | -------------- | ---------- | ---------- |
| Manchester City | 0 – 1     | Real Madrid    | 0 – 0      | 0 – 1      |
| Atlético Madrid | (u) 2 – 2 | Bayern München | 1 – 0      | 1 – 2      |

#### Heenwedstrijden
|                         |                 |       |             |                                                                              |
| 26 april 2016 20:45 uur | Manchester City | 0 – 0 | Real Madrid | Etihad Stadium, Manchester Toeschouwers: 52.221 Scheidsrechter: Cüneyt Çakır |
| 26 april 2016 20:45 uur |                 |       |             | Etihad Stadium, Manchester Toeschouwers: 52.221 Scheidsrechter: Cüneyt Çakır |

|                         |                 |       |                |                                                                                        |
| 27 april 2016 20:45 uur | Atlético Madrid | 1 – 0 | Bayern München | Estadio Vicente Calderón, Madrid Toeschouwers: 52.127 Scheidsrechter: Mark Clattenburg |
| 27 april 2016 20:45 uur | Ñíguez 11'      |       |                | Estadio Vicente Calderón, Madrid Toeschouwers: 52.127 Scheidsrechter: Mark Clattenburg |

#### Terugwedstrijden
|                      |                            |       |                 |                                                                          |
| 3 mei 2016 20:45 uur | Bayern München             | 2 – 1 | Atlético Madrid | Allianz Arena, München Toeschouwers: 70.000 Scheidsrechter: Cüneyt Çakır |
| 3 mei 2016 20:45 uur | Alonso 31' Lewandowski 74' |       | 53' Griezmann   | Allianz Arena, München Toeschouwers: 70.000 Scheidsrechter: Cüneyt Çakır |

|                      |                     |       |                 |                                                                                      |
| 4 mei 2016 20:45 uur | Real Madrid         | 1 – 0 | Manchester City | Estadio Santiago Bernabéu, Madrid Toeschouwers: 78.300 Scheidsrechter: Damir Skomina |
| 4 mei 2016 20:45 uur | Fernando 20' (e.d.) |       |                 | Estadio Santiago Bernabéu, Madrid Toeschouwers: 78.300 Scheidsrechter: Damir Skomina |

### Finale
De finale vond plaats op 28 mei 2016 in het San Siro te Milaan, Italië.
|                       |                                    |       |                              |                                                                        |
| 28 mei 2016 20:45 uur | Real Madrid                        | 1 – 1 | Atlético Madrid              | San Siro, Milaan Toeschouwers: 75.000 Scheidsrechter: Mark Clattenburg |
| 28 mei 2016 20:45 uur | Ramos 15'                          |       | 79' Carrasco                 | San Siro, Milaan Toeschouwers: 75.000 Scheidsrechter: Mark Clattenburg |
| 28 mei 2016 20:45 uur | Strafschoppen                      |       |                              | San Siro, Milaan Toeschouwers: 75.000 Scheidsrechter: Mark Clattenburg |
| 28 mei 2016 20:45 uur | Vázquez Marcelo Bale Ramos Ronaldo | 5 – 3 | Griezmann Gabi Saúl Juanfran | San Siro, Milaan Toeschouwers: 75.000 Scheidsrechter: Mark Clattenburg |

## Kampioen
| UEFA Champions League 2015/2016 |
| ------------------------------- |
| Real Madrid 11de titel          |

## Statistieken

### Topscorers
Laatst bijgewerkt tot en met 3 mei 2016.

| rang | naam               | club                  | goals | minuten gespeeld |
| ---- | ------------------ | --------------------- | ----- | ---------------- |
| 1    | Cristiano Ronaldo  | Real Madrid           | 16    | 899'             |
| 2    | Robert Lewandowski | Bayern München        | 9     | 942'             |
| 3    | Luis Suárez        | Barcelona             | 8     | 810'             |
| 3    | Thomas Müller      | Bayern München        | 8     | 926'             |
| 5    | Antoine Griezmann  | Atlético Madrid       | 7     | 1015'            |
| 6    | Lionel Messi       | Barcelona             | 6     | 630'             |
| 6    | Artjom Dzjoeba     | Zenit Sint-Petersburg | 6     | 633'             |
| 8    | Olivier Giroud     | Arsenal               | 5     | 384'             |
| 8    | Javier Hernández   | Bayer Leverkusen      | 5     | 487'             |
| 8    | Willian            | Chelsea               | 5     | 642'             |
| 8    | Zlatan Ibrahimović | Paris Saint-Germain   | 5     | 880'             |

### Aantal deelnemers per land per ronde
- - betekent dat het land was vrijgesteld van deze ronde en pas in latere rondes clubs instroomden.

| Land                  | 1e voorronde | 2e voorronde | 3e voorronde | Play-offronde | Groepsfase | 1/8 finale | 1/4 finale | 1/2 finale | Finale | Winnaar |
| --------------------- | ------------ | ------------ | ------------ | ------------- | ---------- | ---------- | ---------- | ---------- | ------ | ------- |
| Spanje                | -            | -            | -            | 1             | 5          | 3          | 3          | 2          | 2      | 1       |
| Duitsland             | -            | -            | -            | 1             | 4          | 2          | 2          | 1          |        |         |
| Engeland              | -            | -            | -            | 1             | 4          | 3          | 1          | 1          |        |         |
| Portugal              | -            | -            | -            | 1             | 2          | 1          | 1          |            |        |         |
| Frankrijk             | -            | -            | 1            | 1             | 2          | 1          | 1          |            |        |         |
| Italië                | -            | -            | -            | 1             | 2          | 2          |            |            |        |         |
| Oekraïne              | -            | -            | 1            | 1             | 2          | 1          |            |            |        |         |
| Rusland               | -            | -            | 1            | 1             | 2          | 1          |            |            |        |         |
| Nederland             | -            | -            | 1            | 0             | 1          | 1          |            |            |        |         |
| België                | -            | -            | 1            | 1             | 1          | 1          |            |            |        |         |
| Griekenland           | -            | -            | 1            | 0             | 1          |            |            |            |        |         |
| Turkije               | -            | -            | 1            | 0             | 1          |            |            |            |        |         |
| Wit-Rusland           | -            | 1            | 1            | 1             | 1          |            |            |            |        |         |
| Israël                | -            | 1            | 1            | 1             | 1          |            |            |            |        |         |
| Kroatië               | -            | 1            | 1            | 1             | 1          |            |            |            |        |         |
| Zweden                | -            | 1            | 1            | 1             | 1          |            |            |            |        |         |
| Kazachstan            | -            | 1            | 1            | 1             | 1          |            |            |            |        |         |
| Zwitserland           | -            | -            | 2            | 1             |            |            |            |            |        |         |
| Oostenrijk            | -            | -            | 2            | 1             |            |            |            |            |        |         |
| Cyprus                | -            | 1            | 1            | 1             |            |            |            |            |        |         |
| Schotland             | -            | 1            | 1            | 1             |            |            |            |            |        |         |
| Servië                | -            | 1            | 1            | 1             |            |            |            |            |        |         |
| Albanië               | -            | 1            | 1            | 1             |            |            |            |            |        |         |
| Tsjechië              | -            | -            | 2            |               |            |            |            |            |        |         |
| Roemenië              | -            | 1            | 1            |               |            |            |            |            |        |         |
| Denemarken            | -            | 1            | 1            |               |            |            |            |            |        |         |
| Polen                 | -            | 1            | 1            |               |            |            |            |            |        |         |
| Noorwegen             | -            | 1            | 1            |               |            |            |            |            |        |         |
| Hongarije             | -            | 1            | 1            |               |            |            |            |            |        |         |
| Moldavië              | -            | 1            | 1            |               |            |            |            |            |        |         |
| Azerbeidzjan          | -            | 1            | 1            |               |            |            |            |            |        |         |
| Finland               | -            | 1            | 1            |               |            |            |            |            |        |         |
| Bulgarije             | -            | 1            |              |               |            |            |            |            |        |         |
| Slovenië              | -            | 1            |              |               |            |            |            |            |        |         |
| Slowakije             | -            | 1            |              |               |            |            |            |            |        |         |
| Georgië               | -            | 1            |              |               |            |            |            |            |        |         |
| Bosnië en Herzegovina | -            | 1            |              |               |            |            |            |            |        |         |
| IJsland               | -            | 1            |              |               |            |            |            |            |        |         |
| Letland               | -            | 1            |              |               |            |            |            |            |        |         |
| Montenegro            | -            | 1            |              |               |            |            |            |            |        |         |
| Litouwen              | -            | 1            |              |               |            |            |            |            |        |         |
| Macedonië             | -            | 1            |              |               |            |            |            |            |        |         |
| Ierland               | -            | 1            |              |               |            |            |            |            |        |         |
| Luxemburg             | -            | 1            |              |               |            |            |            |            |        |         |
| Malta                 | -            | 1            |              |               |            |            |            |            |        |         |
| Noord-Ierland         | 1            | 1            |              |               |            |            |            |            |        |         |
| Wales                 | 1            | 1            |              |               |            |            |            |            |        |         |
| Armenië               | 1            | 1            |              |               |            |            |            |            |        |         |
| Gibraltar             | 1            | 1            |              |               |            |            |            |            |        |         |
| Estland               | 1            |              |              |               |            |            |            |            |        |         |
| Faeröer               | 1            |              |              |               |            |            |            |            |        |         |
| San Marino            | 1            |              |              |               |            |            |            |            |        |         |
| Andorra               | 1            |              |              |               |            |            |            |            |        |         |

## Trivia
- Astana FK is de eerste club uit Kazachstan ooit die de groepsfase van de Champions League wist te bereiken.
- Nooit eerder namen er vijf clubs uit hetzelfde land (Spanje) deel aan de groepsfase van de Champions League.
- De finale van deze editie van de Champions League is dezelfde als die van de Champions League 2013/2014, toen gespeeld in het Estadio da Luz in Lissabon.